# 比吉特·特赖贝尔
比吉特·特赖贝尔（德語：Birgit Treiber，1960年2月26日—），德国女子游泳运动员。她曾代表东德参加1976年和1980年夏季奥林匹克运动会游泳比赛，获得二枚银牌和一枚铜牌。